# Evangelion: 3.0 You Can (Not) Redo
Evangelion: 3.0 You Can (Not) Redo (ヱヴァンゲリヲン新劇場版:Q Evangerion Shin Gekijōban: Kyū?, Evangelion nueva versión teatral: Quickening) (titulada: Evangelion: 3.33 (No) lo puedes rehacer España y Evangelion: 3.33 Tú (no) puedes rehacer en Hispanoamérica) es una película de anime dirigida por Hideaki Anno, siendo este último el guionista y director de la serie original Neon Genesis Evangelion, y producida y codistribuida por Studio Khara. Es la tercera de cuatro películas planeadas en la  tetralogia Rebuild of Evangelion, la cual se basa en la serie original de Neon Genesis Evangelion.
Hikaru Utada colaboró con «桜流し» (Sakura Nagashi), canción de cierre que acompañó a los créditos. Utada se ha convertido en un símbolo de la saga cinematográfica, colaborando por tercera vez a pesar de encontrarse en receso desde 2010.

## Argumento
La historia comienza 14 años después del frustrado Tercer Impacto. Las unidades Evangelion 02' y 08, pilotadas por Asuka Langley Shikinami y Mari Illustrious Makinami, despegan para realizar una misión de recuperación de un gigantesco contenedor cruciforme en órbita sobre la Tierra, en el que se encuentra la unidad 01, que fue sellada con Shinji Ikari en su interior desde el casi realizado Tercer Impacto. Sin embargo, antes de poder recuperarlo, son atacados por la Nemesis Series, un grupo de veloces drones orgánicos que acosan al dúo. Aunque Mari logra repelerlos, uno de ellos se revela oculto dentro del contenedor, y aleja a Asuka del mismo. Cuando ésta, desesperada, grita a Shinji que haga algo, la unidad 01 despierta y destruye aparentemente al ángel con una brillante onda de energía a través de una abertura en el contenedor. La unidad 02' y el contenedor caen a Tierra, donde Kaworu Nagisa observa el aterrizaje.
Los Evangelions vuelven a una enorme nave situada en aguas polares, el AAA Wunder, donde Ikari es rescatado de la Unidad 01. Una vez su identidad y memoria han sido confirmadas, es informado de los acontecimientos de los últimos años: el personal de NERV, excepto Gendo Ikari y Kozo Fuyutsuki, abandonó la agencia bajo el mando de Misato Katsuragi y fundó WILLE, otra entidad dedicada a prevenir futuros eventos como el Tercer Impacto que Ikari casi provocó en su intento de rescatar a Rei Ayanami; mientras que Asuka y Mari, a quienes la exposición al LCL ha mantenido con su antigua edad biológica, también pasaron a formar parte de esta agrupación. Rechazado por todos sus antiguos compañeros, Shinji es tratado como un criminal de guerra y se le es colocado un collar DSS, el cual causará su muerte si pilotea un EVA y causa un nuevo Impacto. Más Nemesis atacan la nave, pero la Unidad 01 es conectada a su núcleo como fuente de energía y la flota de WILLE abre fuego contra ellos, destruyéndolos. Sin embargo, la Unidad Mark.09 ataca la nave de improviso e insta a Shinji a huir con ella. Ikari, tras escuchar la voz de Rei Ayanami desde dentro del EVA, accede a ir. Misato trata de detenerle, pero Shinji, harto del desprecio con el que había sido recibido, la ignora y se sube al Evangelion. Mari dispara al Evangelion con una pistola de gran potencia, pero éste se regenera y continua con la fuga, y Misato se muestra incapaz de activar el collar DSS para acabar con Shinji.
Después llegar a la nueva sede de NERV, en una devastada Tokio-3, Gendo recibe a Shinji y lo instruye a su nueva tarea de pilotar el nuevo Evangelion 13. Shinji recupera la vitalidad al saber de la presencia de Rei y conoce a Kaworu Nagisa en un dueto de piano. Sin embargo, al enterarse por Fuyutsuki que Rei es realmente un clon de su madre —y ni siquiera la misma persona que la que él intentaba salvar— y de que el simulacro de Tercer Impacto que arrasó el mundo fue causado por él, cae en una depresión. Ante ello, Kaworu le quita el collar y se lo coloca él mismo, y le propone una solución: usar la Unidad 13 junto con la lanza de Longinus y la lanza de Cassius para, según dice, rehacer la historia y evitar la catástrofe. Por ello, la Unidad 13, con Shinji y Kaworu a bordo y escoltada por Rei en la unidad Mark.9, llega a la Terminal Dogma, donde encuentran a Lilith decapitada y en estado de descomposición, y a su lado el abandonado Evangelion Mark.06, con dos lanzas clavadas. De repente, la flota de WILLE llega y Mari y Asuka irrumpen en sus EVAs en el lugar, siendo repelidas por Shinji. Pero Kaworu advierte que las lanzas no son las que parecían ser, y junto a Asuka conmina a Shinji a no cogerlas, pero éste las extrae sin escucharle. Sin las lanzas, el cuerpo de Lilith se colapsa y de la unidad Mark.06 surge el Duodécimo Ángel, que es liberado por Rei decapitando la cabeza del EVA. El ángel toma la forma de un embrión gigante y se lanza a sí mismo hacia la boca del EVA para ser absorbido y finalizar la iniciación del Cuarto Impacto, como SEELE planeaba desde un principio. Gendo comienza a desactivar los monolitos de SEELE en preparación para el Impacto, mientras ellos le felicitan y se encomiendan al nuevo futuro.
Mientras el Evangelion 13 se eleva hacia los cielos, Kaworu se revela como una encarnación de Adán, el Primer Ángel, y ocupa el puesto del Decimotercer Ángel en un intento de revertir el Cuarto Impacto. Por su cuenta, WILLE trata de impedir la catástrofe, pero la unidad Mark.09 pasa a ser por sí misma un "contenedor de Adán", sin control de Rei, y se hace con el control del AAA Wunder infectando sus estructuras. Asuka llega en auxilio de la nave y entra en el Modo Bestia de su Evangelion con el código 777, pero el tiempo se agota, y utiliza la autodestrucción de la unidad 02' como último recurso para destruir ambos EVAs. Rei y ella sobreviven en sus entry plugs. Entre tanto, Kaworu se sacrifica para detener el Cuarto Impacto, mientras Shinji contempla impotente cómo el collar se activa ante el poder de Kaworu y acaba con él. Mari libera el entry plug de Shinji, diciendo que "vaya a conocer el mundo un poco". El Evangelion 13 cae de nuevo a tierra, y tanto las fuerzas de Misato como las de Gendo se retiran. Un tiempo indeterminado más tarde, Asuka encuentra a Shinji, quien se recoge en sí mismo y se niega a interactuar con el mundo, pero Asuka le saca de la cápsula y se lo lleva a rastras por un desierto rojo, con Rei siguiéndoles, hacia "donde están los Lilim".

## Marketing

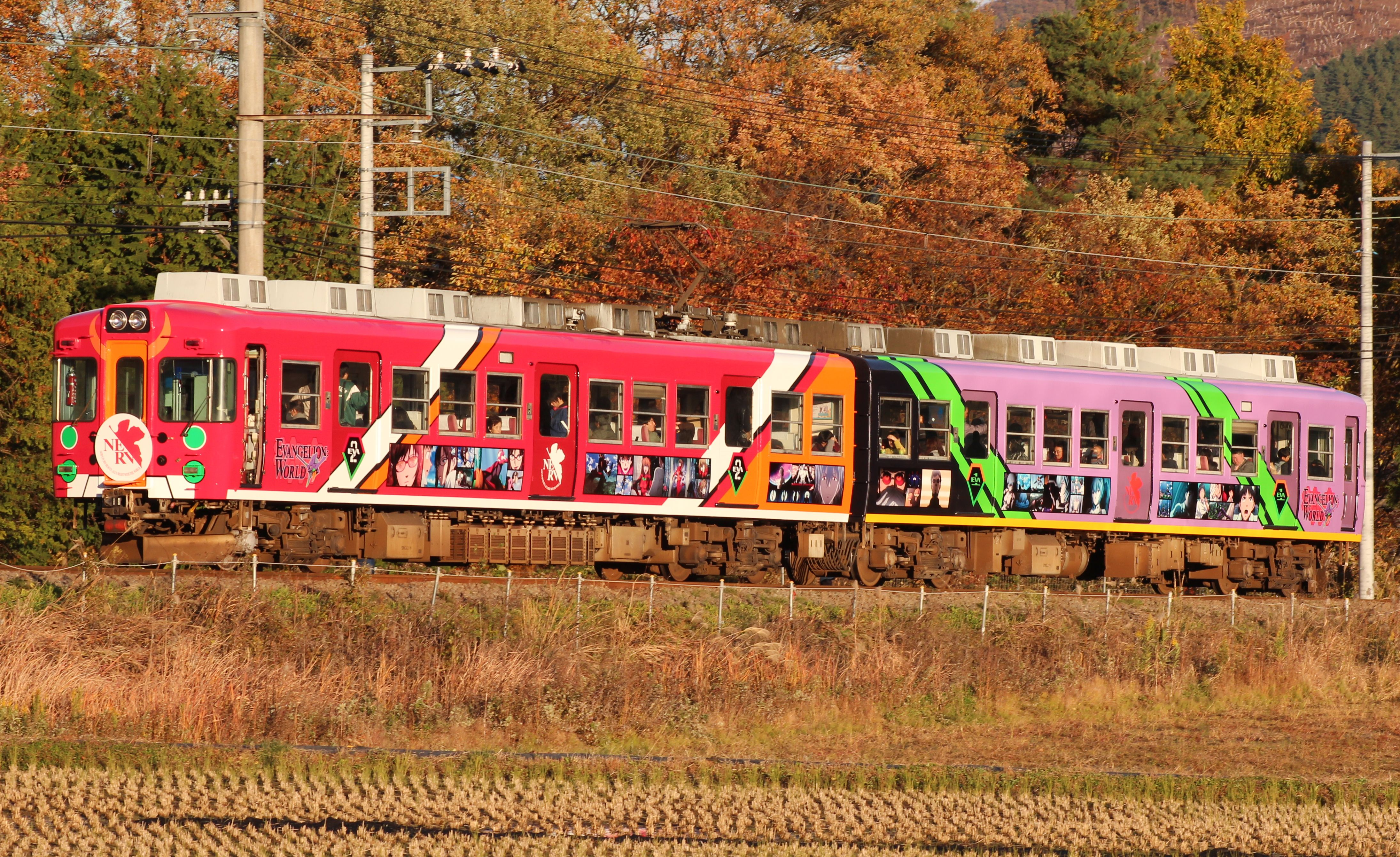
Tren promocionado la película en Japón

Las primeras escenas de Evangelion: 3.0 pudieron verse en un tráiler emitido justo después del stinger al acabar Evangelion: 2.0, revelando que continuará esta historia con Shinji y Rei prisioneros en el aún congelado Eva-01, con Tokyo-3 y el Geofront siendo abandonados, el personal de NERV puesto bajo arresto, el Eva-06 descendiendo sobre el Terminal Dogma, el encuentro del Eva-08 y su piloto, y la reunión de "Los niños elegidos por el destino", todo esto acompañado de una rápida sucesión de imágenes, entre las cuales se muestra al empalado Eva-01, Kaworu reuniéndose con cuatro figuras sombrías, Gendo Ikari y su hombre de confianza Fuyutsuki vestidos de alpinistas, Misato haciendo una mueca de angustia o coraje, Kaji encañonando a alguien con una pistola, Mari encarando a cuatro clones de Rei, una conversación íntima entre Mari y una persona desconocida, y Asuka, viva y sonriente, llevando un parche negro en el ojo. Al igual que en cada episodio de la serie original y en todas las OVAs de la serie, este tráiler termina con la voz de Misato Katsuragi.
Durante dos años, desde el estreno de Evangelion: 2.0 no hubo más videos, ni tráileres hasta el que el 26 de agosto de 2011, un teaser trailer de 15 segundos que fue mostrado tras la emisión en TV de Evangelion 2.0: "You Can (Not) Advance", mostrando una sola toma de Asuka pilotando su reconstruido Eva-02 (en la anterior película fue casi destruido, y asignado a Mari Illustrious Makinami) mientras lucha en el espacio, y una fecha aproximada de estreno en cines para "Otoño de 2012". Todo esto mientras Misato narra una serie de eventos, como el hecho de que Shinji Ikari despierta junto a un chico misterioso (Kaworu) y que un nuevo mundo le espera. El primer día de enero de 2012, el sitio web oficial fue actualizado y reveló el título oficial en inglés: Evangelion: 3.0 You Can (Not) Redo, junto con una fecha aproximada de estreno para la cuarta y última película de la saga en 2013. Finalmente en el EVA-Extra 08, emitido el 1 de julio de 2012 en las paredes de los cines Wild9, se confirmó oficialmente la fecha de estreno definitiva: el 17 de noviembre de 2012.
El día anterior a su estreno, el canal Nippon TV emitió Evangelion: 2.0 You Can (Not) Advance a las 21:00 horas, tras lo cual reveló los primeros siete minutos de la siguiente película.  Tras su estreno del sábado a las 00:00 horas, la película vende 771 764 entradas por 1 131 004 600 yenes (US$13 913 200) en 224 cines del país durante el fin de semana, convirtiéndose en la película de 2012 con mayor éxito de la taquilla japonesa.

## Kyoshinhei Tokyo ni Arawaru
Un corto tokusatsu denominado Kyoshinhei Tokio ni Arawaru (El dios de la guerra gigante Aparece en Tokio), desarrollado por el director Hideaki Anno y producida por Studio Ghibli, fue presentado al principio de la película. 
El corto está inspirado en el dios guerrero gigante de Nausicaä del Valle del Viento una película de anime y manga de Ghibli siendo el cofundador Hayao Miyazaki. Anno fue un animador en Nausicaä del Valle del Viento, y más tarde se inspiró en el Dios guerrero gigante (y recuerdos de la infancia de la franquicia Ultraman) para crear Evangelion.
Según Anno, el corto no utiliza gráficos por ordenador, se basa en las técnicas de filmación tradicionales con el uso de miniaturas para hacer el "trabajo tokusatsu definitivo." 